# Adriaan Dijxhoorn

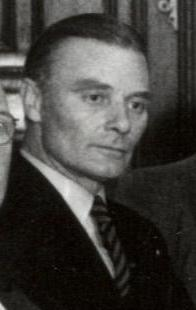
A.Q.H. Dijxhoorn

Adriaan Quirinus Hendrik Dijxhoorn (Rotterdam, 10 september 1889 – De Steeg, gem. Rheden, Gld., 22 januari 1953) was een Nederlands generaal en politicus.
Dijxhoorn was aanvankelijk officier en werd vervolgens in het tweede kabinet-De Geer minister van Defensie. Hij had in die functie de politieke verantwoordelijkheid voor de mobilisatie in 1939 en voor de Nederlandse verdediging bij de daarop volgende Duitse inval in 1940. Hij had hierover voortdurend meningsverschillen met de Nederlandse opperbevelhebber, generaal Reijnders. Dijxhoorns positie werd bemoeilijkt doordat hij als militair een lagere rang had gehad dan generaal Reijnders, maar nu als minister boven Reijnders stond. Hij trad vaak nogal aarzelend op, maar verving de in legerkringen populaire Reijnders ten slotte in februari 1940 toch door generaal Winkelman. Zijn aanzien bij het leger had hieronder te lijden. Hij trad op 10 juni 1941 in Londen af, nadat koningin Wilhelmina het vertrouwen in hem had opgezegd. In december 1941 trad hij weer als militair in actieve dienst en daarna bekleedde hij nog enige militaire functies. Hij was onder andere actief in de staf van generaal Montgomery, werd waarnemend chef-staf van het Nederlandse leger (in deze functie werd hij opgevolgd door generaal Kruls) en lid van het Hoog Militair Gerechtshof.